# تل لوتون
تل لوتون، هو جبل يقع في جبال كاتسكيل في نيويورك جنوب، جنوب غرب فرانكيلين. يقع تل جالوب جنوبا، ويقع تل هودجز من الجنوب إلى الجنوب الغربي، ويقع تل جونسون في شرق وجنوب شرق تل شيرمان.

## انظرأيضًا
- تل هودجز
- تل جالوب